# Олексине (зупинний пункт)
Олéксине — пасажирський залізничний зупинний пункт Сумської дирекції залізничних перевезень Південної залізниці.
Розташований на двоколійній неелектрифікованій лінії Боромля — Кириківка між станціями Скрягівка (3 км) та Смородине (5 км) в однойменному селі Олексине Охтирського району Сумської області.
На зупинному пункті Олексине зупиняються лише приміські поїзди.